# Belen (New Mexico)
Belen is een plaats (city) in de Amerikaanse staat New Mexico, en valt bestuurlijk gezien onder Valencia County.

## Demografie
Bij de volkstelling in 2000 werd het aantal inwoners vastgesteld op 6901.
In 2006 is het aantal inwoners door het United States Census Bureau geschat op 7142, een stijging van 241 (3,5%).

## Geografie
Volgens het United States Census Bureau beslaat de plaats een oppervlakte van
12,2 km², geheel bestaande uit land. Belen ligt op ongeveer 1464 m boven zeeniveau.

## Plaatsen in de nabije omgeving
De onderstaande figuur toont nabijgelegen plaatsen in een straal van 12 km rond Belen.